# Madeleine Ouellette-Michalska
 (octobre 2009).
Améliorez-le ou discutez des points à vérifier. 
Madeleine Ouellette-Michalska, née le 27 mai 1930 à Saint-Alexandre-de-Kamouraska, dans le Bas-Saint-Laurent, est une écrivaine québécoise.

## Biographie
La mère de Madeleine Ouellette-Michalska est institutrice jusqu'à son mariage. Son père, dont la famille émigre en Nouvelle-Angleterre à la fin du XIXe siècle, passe une partie de son enfance et de son adolescence à Lawrence, au Massachusetts. Il hérite par la suite d’une propriété agricole qui coïncide peu avec ses aspirations intellectuelles. À sa mort, la famille déménage à Rivière-du-Loup.
Neuvième d’une famille de quatorze enfants, Madeleine Ouellette-Michalska est à peine sorti de l'adolescence quand elle commence à enseigner et à faire du journalisme, deux métiers qu'elle pratique par la suite en alternance ou simultanément. Elle fait du journalisme socio-culturel à L'actualité et Perspectives, mais de façon plus soutenue pour le journal Le Devoir, le magazine Châtelaine et le diffuseur public Radio-Canada, trois médias où elle tient des chroniques littéraires.
Autodidacte, elle fait ses premières classes régulières à l'Université de Montréal (B.A., 1965 ; licence ès lettres, 1968), obtient une maîtrise ès arts de l’Université du Québec à Montréal en 1978 et un doctorat en études françaises à l'Université de Sherbrooke en 1986. Elle enseigne la littérature et donne des ateliers de création littéraire dans plusieurs établissements, dont l’Université de Montréal, l’Université de Sherbrooke (AGEUM), l’École supérieure de musique Marguerite Bourgeoys, l'Université d'Albuquerque (États-Unis) et l’École normale de Constantine (Algérie).
Elle signe plus d’une vingtaine d’ouvrages dans différents genres littéraires : romans, nouvelles, essais, poésie, critique littéraire, dramatiques. Parallèlement à son métier d’écrivain, l'auteure est journaliste indépendante dans le secteur culturel (Perspectives, L'actualité, Châtelaine, Le Devoir, Radio-Canada) et professeur de littérature : Université de Montréal, École supérieure de musique Marguerite Bourgeoys, Université de Sherbrooke (AGEUM), Institut d’éducation de Constantine (Algérie), Albuquerque University (États-Unis).
De 1980 à 1984, elle dirige la chronique de littérature québécoise au Devoir et la chronique « livres » du magazine Châtelaine entre 1978 et 1984.
L'auteure est membre de l'Académie des lettres du Québec depuis 1985.
Le fonds d'archives de Madeleine Ouellette-Michalska est conservé au centre d'archives de Montréal de Bibliothèque et Archives nationales du Québec.

## Œuvre

### Romans
- Le Jeu des saisons, Montréal, L'Actuelle, l970, 138 p.
- La Termitière, Montréal, L'Actuelle, l975 ; réédition, Montréal, VLB, coll. « Courant », 1989, 150 p.  (ISBN 9782890053441)
- Le Plat de lentilles, Montréal, Biocreux, l979, 153 p.  (ISBN 9782891510004) ; réédition, Montréal, L’Hexagone, coll. « Typo », préface de Gérald Gaudet, 1987, 151 p.  (ISBN 9782892950106)
- La Maison Trestler ou le 8e jour d'Amérique, Montréal, Québec Amérique, 1984, 299 p.  (ISBN 9782890371958) ; réédition, Montréal, Bibliothèque québécoise, préface de Janet M. Paterson, 1995[5],[6]
- La Fête du désir, Montréal, Québec Amérique, 1990, 149 p.  (ISBN 9782890374911)
- L'Été de l'île de Grâce, Montréal, Québec Amérique, 1993, 351 p.  (ISBN 9782890376403) ; réédition, Montréal, Québec Amérique, coll. « de poche », 1995, 360 p.  (ISBN 9782890377769) ; réédition, Montréal, L’Hexagone, coll. « Typo », 2002, 476 p.  (ISBN 9782892951820)
- La Passagère Montréal, Québec Amérique, 1997, 192 p.  (ISBN 9782890379213)
- Les Sept Nuits de Laura, Montréal, La Pleine Lune, 1999, 123 p.  (ISBN 9782890241305)
- L’Apprentissage, Montréal, XYZ éditeur, 2006, 134 p.  (ISBN 9782892614640)
- La Parlante d'outre-mer, Montréal, XYZ éditeur, 2012, 166 p.  (ISBN 9782892616996)

### Recueils de nouvelles
- Le Dôme, Montréal, Ed. Utopiques, l968, 96 p.
- La Femme de sable, Sherbrooke, Naaman, l979, 112 p.  (ISBN 9782890400306) ; réédition, Montréal, L’Hexagone, coll. « Typo », l987, 112 p.  (ISBN 9782892950151)
- Nouvelles de Montréal, Montréal, l’Hexagone, 1992, 349 p.  (ISBN 9782892950793)
- L’Aventure, Montréal, Quinze, 1987, 161 p.  (ISBN 9782890263666)
- Lignes de métro, Montréal, l’Hexagone, 2002, 208 p.  (ISBN 9782890066762)
- Jeux de hasard et de désir, Montréal, XYZ éditeur, 2015, 217 p.  (ISBN 9782892619270)

### Essais
- L'Échappée des discours de l'œil, Montréal, Nouvelle Optique, 1981, 327 p.  (ISBN 9782890170490) ; réédition, Montréal, L’Hexagone, coll. « Typo », 1990, 334 p.  (ISBN 9782892950410)
- L’Avenir du français au Québec, Collectif, Office de la langue française, Québec, Éditeur officiel, 1984
- La Tentation de dire, Montréal, Québec Amérique, 1985, 172 p.  (ISBN 9782890372450)
- L'Amour de la carte postale Impérialisme culturel et différence, Montréal, Québec Amérique, 1987, 260 p.  (ISBN 9782890373327)
- Autofiction et dévoilement de soi, Montréal, XYZ Éditeur, 2007, 152 p.  (ISBN 9782892614862)
- Imaginaire sans frontières : Les lieux de l'écriture, l'écriture des lieux, Montréal, XYZ Éditeur, coll. « Documents », 2010, 213 p.  (ISBN 9782892615708)

### Poésie
- Entre le souffle et l'aine, Montréal, le Noroît, 1981,156 p.  (ISBN 9782890180543)
- Êtres femmes : poèmes de femmes du Québec et de France, Collectif, dir. C. Bertrand et P. Latour Pantin, Trois-Rivières, Le temps des cerises / Les Écrits des Forges, 1999, 171 p.  (ISBN 9782841091904)
- L'Amérique un peu - au bord du rouge absolu, avec James Sacré, Montréal, Trait d’Union, Coll. Vis-à-vis, 2000, 128 p.  (ISBN 9782922572414)
- Le Québec des poètes, Collectif, dir. Claudine Bertrand, Montréal, Trait d’Union, Coll. Vis-à-vis, 2000, 165 p.  (ISBN 9782922572506)
- La France des poètes, Collectif, dir. Claudine Bertrand, Montréal, Trait d’Union, Coll. Vis-à-vis, 2002, 119 p.  (ISBN 9782922572803)
- Le Cycle des migrations, Montréal, Le Noroît, 2002, 96 p.  (ISBN 9782890184947)
- Métamorphoses au féminin', Collectif franco-hispanique, dir. Luis Del Rio-Donoso, Paris, Éditions La Porte, 2004

### Préfaces
- L’Esprit d'atelier, Préface de l’album d’art Œuvre de sable de Nicole Tremblay, Québec, Septentrion, 2002
- La Loi du sens et la loi du sang, Préface de La Couvade de Robert Baillie, Montréal, L'Hexagone, 1995
- Éloge du jeu, Préface de La Ville aux gueux de Pauline Harvey, Montréal, Bibliothèque québécoise, 1994

### Théâtre
- La Danse de l'amante, Postface de Chantal Chawaf, Montréal, La Pleine Lune, 1987

## Œuvres radiophoniques

### Dramatiques et feuilletons radiophoniques
- La Mémoire et le Fleuve, réalisation de Doris Dumais, Radio-Canada, 1999
- La Danse de l'amante, réalisation de Jean-Guy Pilon, Radio-Canada, 1987
- La Maison Trestler, réalisation d’Olivier Mercier-Gouin, Radio-Canada, 1982
- Le Tambour africain, réalisation d’Yves Lapierre, Radio-Canada, 1973
- Une tête de plus, réalisation d’Yves Lapierre, Radio-Canada, 1971

### Ateliers des inédits
- Jeux et Saisons (13-10-1970)
- Journée (11-07-1972)
- Rencontre (16-01-1973)
- My Sweet Lord (29-05-1973)
- Suite poétique (1-04-1975)

### Alternances
- La Mémoire et le Fleuve (1–05–1978)
- La Recherche d’un territoire (21–07–1979)
- Renouement de parole (29–11–1980)
- Le Rouge et le Blanc (24–01–1981)

### Éloges
- Éloge du rêve (25–06–1985)
- Éloge de la lumière (26–11–1985)

### Préface pour la radio
L’Impossible Préface ou la reconduction du temps (été 1985)

### Documentaires radiophoniques
- Auteurs de notre temps, documentaires d’une heure sur des écrivains étrangers : 1986 : Marguerite Yourcenar. 1983-1984 : Jean-Luc Benoziglio, Hélène Cixous, Chantal Chawaf, Régine Desforges, Herbert Gold, Alicia Duzovne-Ortis, Michèle Perrein, Virgil Tanase, Margaret Atwood, Yves Navarre.

## Prix et honneurs
Son œuvre, dont une partie a été traduite en anglais, en italien, en espagnol, en turc, en serbe et en roumain, a reçu de nombreux prix littéraires :
- 1981 : Choix des libraires
- 1981 : Prix du Gouverneur général, catégorie Essai (pour L'Échappée des discours de l'œil)[2]
- 1984 : Prix Molson du roman (pour La Maison Trestler)[2]
- 1985 : Élue membre de l'Académie des lettres du Québec[3]
- 1993 : Prix Jean-Hamelin (pour L'Été de l'île de Grâce)[7]
- 1993 : Prix littéraire France-Québec (pour L'Été de l'île de Grâce)[2]
- 1993 : Prix Arthur-Buies (pour l'ensemble de son œuvre)[2]
- 1995 : Prix Reconnaissance de l’UQAM
- 1998 : Médaille d’or de la Renaissance française (pour l’ensemble de son œuvre)[2]
- 2002 : Grand prix de la Montérégie (pour l'ensemble de son œuvre)[8]
- 2011 : son essai Imaginaire sans frontières est en lice pour le prix d’avant-garde de la revue Spirale